# Carmi
Carmi è un comune degli Stati Uniti d'America, situato in Illinois, nella Contea di White, della quale è il capoluogo.